# Tatsuya Fujiwara
Tatsuya Fujiwara (jap. 藤原 竜也 Fujiwara Tatsuya) – japoński aktor filmowy i telewizyjny.

## Kariera
Zasłynął grając rolę Shuyi Nanahara w kontrowersyjnym filmie Battle Royale i w sequelu do filmu Battle Royale II: Requiem. Wcielił się w Lighta Yagami, głównego bohatera w filmie Death Note: Notatnik śmierci i Death Note: Ostatnie imię, opartych na mandze o tej samej nazwie. Zagrał epizod w filmie L: Change the World (spin-off filmu z serii Death Note).

## Filmografia

### Filmy
- 2000: Kamen Gakuen jako Akira Dojima
- 2000: Battle Royale jako Shuya Nanahara
- 2002: Sabu jako Eiji
- 2003: Battle Royale II: Requiem jako Shuya Nanahara
- 2003: Dark Fist jako Takimo Usato
- 2004: Sweet Happenings jako Yukio Watanabe
- 2004: Moonlight Jellyfish jako Seiji Terasawa
- 2006: Electric Magnet jako Yuichiro Kazama (epizod)
- 2004: Chain Movements jako Nagato Sone
- 2006: Sea Ghost jako Yukoni Chinari
- 2006: Death Note: Notatnik śmierci jako Light Yagami
- 2006: Death Note: Ostatnie imię jako Light Yagami
- 2007: It's Only You jako Hiro Kamikaze
- 2008: L: Change the World jako Light Yagami (epizod)
- 2008: My First Love Goes To Past jako Yuriko Dosu
- 2008: Chameleon: Long Goodbye
- 2008: Snakes and Earrings
- 2009: Zen jako Hojo Tokiyori
- 2009: Kaiji jako Kaiji Itō
- 2010: Parade jako Naoki
- 2010: The Incite Mill
- 2010: Tajemniczy świat Arrietty jako Spiller
- 2011: Kaiji 2 jako Kaiji Itō
- 2012: Okaeri Hayabusa jako Kento Ohashi
- 2012: I'm Flash!
- 2013: Wara no Tate jako Kunihide Kiyomaru
- 2014: Kamisama no Karute 2 jako dr Tatsuya Shindo
- 2014: Sanbun no Ichi jako Shu
- 2014: Monsterz
- 2014: Rurōni Kenshin: Kyōto taika-hen jako Makoto Shishio
- 2014: Rurōni Kenshin: Densetsu no saigo-hen jako Makoto Shishio
- 2016: Boku dake ga inai machi (jap. 僕だけがいない街) jako Satoru Fujinuma
- 2016: Death Note: Light Up the New World jako Light Yagami
- 2017: 22-nen-me no kokuhaku -Watashi ga satsujin-han desu- (jap. 22年目の告白 -私が殺人犯です-) jako Masato Sonezaki

### Seriale TV
- That's The Answer (1997)
- Cyber Bishōjo Telomere (1998)
- Feeling Relief Is Easy (1998)
- Frozen Summer (1998)
- Change! (1998)
- LxIxVxE (1999)
- Kiss Of Heaven (1999)
- The Things You Taught Me (2000)
- Saintly Springtime Of Life (2001)
- Ikutsu Mono Umi Wo Koeru Te (2001)
- Heaven's Coins 3 (2001)
- I Cannot Say I Love You (2002)
- Night Of Being Concerned (2002)
- Ai Gorin (2003)
- Shinsengumi! (2004)
- Yatsuhakamura (2004)
- Red Doubt (2005)
- SunLight (2005)
- Furuhata Ninzaburo (2006) (pierwszy odcinek)
- Sengoku Jieitai: Sekigahara no Tatakai (2006)
- Tokyo Daikushu (2008)
- Iris (2009) (japoński dubbing)